# Aneka (cómic)
Aneka es una guerrera ficticia, miembro de las Dora Milaje. 

## Historial de publicaciones
El personaje, creado por Jonathan Maberry y Will Conrad, apareció por primera vez en Black Panther Vol. 5 # 8 (noviembre de 2009).

## Biografía
Aneka era una instructora de combate para Dora Milaje y era considerada la mejor en su trabajo. Fue sentenciada por Ramonda, reina de Wakanda, para ser ejecutada por traición. Ayo, la amante de Aneka, se encargó de rescatarla. Robando la armadura del ángel de la medianoche, Ayo rompió a Aneka en libertad y las dos denunciaron sus papeles como guerreras de Dora Milaje. Llamadas a sí mismas, Ángeles de Medianoche, pronto se convirtieron en vigilantes en su patria, rescataron a mujeres de un grupo de bandidos y lucharon contra las falsas mujeres Dora Milaje que realmente estaban trabajando con el Gorila Blanco. Aneka permaneció en las tierras Jabari. Aneka permaneció en las tierras Jabari. Aneka, Ayo y su equipo, los Ángeles, formaron una alianza con otro grupo de liberación llamado Pueblo, a pesar de la inquietud del primero.
Aneka y los Ángeles luego comenzaron a arrepentirse de su alianza con la Gente cuando comenzaron a usar la violencia como un medio para resolver sus problemas. Finalmente, Shuri enfrentó a Aneka y Ayo y las convenció de tener a la Dora Milaje para ayudar al Rey T'Challa a derrotar al Pueblo. Aunque inicialmente se negaron, ya que pensaban que T'Challa no era un hombre de su pueblo, Shuri cambió de opinión al explicar que T'Challa era un hombre honorable que no se rebajaba a tácticas bajas como el Pueblo. Después de la derrota del Pueblo, Ayo y Aneka hicieron las paces con T'Challa.

## En otros medios

### Cine
Aneka tiene un papel importante en la película Black Panther: Wakanda Forever, donde es interpretada por la actriz Michaela Coel.

### Televisión
Aneka aparece en Avengers: Ultron Revolution en el episodio "La Furia de la Pantera"; expresada por Erica Luttrell. Ella es la capitana de la Dora Milaje en esta versión.